# Comuna Budî, Icinea
Budî (în ucraineană Буди) este o comună în raionul Icinea, regiunea Cernihiv, Ucraina, formată din satele Budî (reședința), Cervone, Hrabiv, Lucikivka și Peliuhivka.

## Demografie
Componența lingvistică a comunei Budî
     Ucraineană (97,69%)
     Rusă (2%)
     Alte limbi (0,15%)
Conform recensământului din 2001, majoritatea populației comunei Budî era vorbitoare de ucraineană (97,69%), existând în minoritate și vorbitori de rusă (2%).